# Borecký potok (přítok Bystřice)
Borecký potok je malý vodní tok v Krušných horách a Sokolovské pánvi v okrese Karlovy Vary, levostranný přítok Bystřice. Je dlouhý 6,048 km, plocha jeho povodí měří 13,82 km². Správcem toku je státní podnik Povodí Ohře.

## Průběh toku
Potok pramení v Krušných horách v nadmořské výšce asi 700 m v údolí pod odvalem bývalé uranové šachty Plavno na jedné straně a svahem Hanušovského kopce (757 m) na druhé straně. Pramen se nachází na území zaniklé osady Hanušov. Od pramene teče na jih a přibližně jižní směr si udržuje celý tok potoka. Zalesněnou krajinou protéká až k hangárům neveřejného sportovního letiště Ostrov ve Vykmanově. Přitéká do zástavby Vykmanova a pokračuje podél silnice spojující Vykmanov s Dolním Žďárem, kde přibírá zprava 2,8 km dlouhý Vrbový potok. Opouští Krušné hory a přitéká do Sokolovské pánve, okrsku Ostrovská pánev. Okolo ochranné zdi Věznice Ostrov pokračuje k silnici I/13, kterou podtéká severně od Ostrova. Obtéká město Ostrov a u železniční trati se zleva vlévá do Bystřice na jejím 3,5 říčním kilometru.